# Amahuaka ornata
Amahuaka ornata är en insektsart som beskrevs av Nielson 1995. Amahuaka ornata ingår i släktet Amahuaka och familjen dvärgstritar. Inga underarter finns listade i Catalogue of Life.